# Nabeel Qureshi
Nabeel Qureshi, född 13 april 1983 i San Diego, Kalifornien, död 16 september 2017 i Houston, Texas, var en amerikansk kristen författare och apologet, samt var en konvertit från ahmadiyaislam. Han var författare till tre böcker som alla har översatts till svenska.
Hans första bok Jag sökte Allah och fann Jesus blev 2015 en New York Times bestseller.